# Deborah Kerr
Deborah Kerr /ˌdebrə ˈkɑr/ (Helensburgh, Escocia, 30 de septiembre de 1921-Botesdale, Suffolk, 16 de octubre de 2007) fue una actriz británica, uno de los rostros más conocidos del cine de Hollywood en los años cincuenta. También es uno de los mitos femeninos del séptimo arte. Participó en algunas películas consideradas grandes clásicos del cine, entre las que destacan Quo Vadis? o De aquí a la eternidad. Posee el récord de ser la intérprete con más nominaciones (6) al premio Oscar como mejor actriz principal, sin haberlo ganado nunca.

## Biografía y carrera
Deborah Jane Kerr-Trimmer nació en Helensburgh, una pequeña población escocesa, el 30 de septiembre de 1921. Su padre era un militar que sufría las consecuencias de las heridas ocasionadas durante la Primera Guerra Mundial. Siendo una joven tímida, descubrió la interpretación como un medio para expresarse. Su tía, que era profesora de actuación, le consiguió algunos papeles en obras teatrales mientras era aún adolescente.

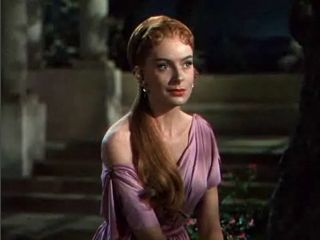
Deborah Kerr en Quo Vadis

Durante una de estas interpretaciones Kerr fue descubierta por un productor de cine británico, quien la contrató para dos películas en 1941 (una de ellas el clásico de Gabriel Pascal Mayor Barbara junto a Rex Harrison, sobre la obra teatral de George Bernard Shaw). Kerr tuvo éxito y se convirtió rápidamente en una incipiente estrella del cine británico de la mano de la compañía cinematográfica Rank, interviniendo en títulos del calibre de Hatter's Castle (1942, Lance Comfort), adaptación de una novela de A. J. Cronin, en compañía de James Mason, Robert Newton o Emlyn Williams; la célebre Coronel Blimp (1943, Michael Powell y Emeric Pressburger) junto a Anton Walbrook, considerada por la crítica como una de las diez mejores películas de la historia del cine británico; Separación peligrosa (1945, Alexander Korda) al lado de Robert Donat, I See a Dark Stranger (1946, Frank Launder) emparejada junto al notable actor Trevor Howard; o Narciso negro (1947, Michael Powell), en un cast completado por Jean Simmons, Flora Robson y Sabu.
Poco después, Metro-Goldwyn-Mayer la contrata y Kerr se traslada a Hollywood donde comienza una exitosa etapa de imborrable recuerdo para todos los amantes del buen cine. Así, por citar algunos títulos, destacan If Winter Comes (1947, Victor Saville), interesante drama donde Kerr formaba parte de un cast que completan Walter Pidgeon, Angela Lansbury y Janet Leigh; The Hucksters (1947, Jack Conway), thriller donde compartía protagonismo con Clark Gable, Adolphe Menjou y Ava Gardner; Edward, mi hijo (1949, George Cukor) con Spencer Tracy; Las minas del rey Salomón (1950, Andrew Marton y Compton Bennett) compartiendo cartel con Stewart Granger y Richard Carlson; la célebre superproducción basada en la novela de Henryk Sienkiewicz Quo Vadis? (1951, Mervyn LeRoy) junto a Robert Taylor o la estupenda versión de El prisionero de Zenda de Richard Thorpe rodada en 1952 de nuevo con Stewart Granger y con James Mason y Jane Greer.
Kerr se sintió, no obstante, encasillada en cierto tipo de personajes femeninos un poco estereotipados, por lo que aceptó en 1953 trabajar para la Columbia en De aquí a la eternidad, encarnando a un personaje más libre e independiente —pese a estar casada con un mando del ejército y formar un avenido matrimonio—, y con una escena pasional y, para la época, bastante erótica con Burt Lancaster, que rozó el escándalo y con la que rompió su imagen de heroína virginal e ingenua. La película tuvo gran éxito por su guion (basado en la novela de James Jones), calidad artística y reparto (Frank Sinatra, Montgomery Clift, Donna Reed, Ernest Borgnine,...) y Kerr fue candidata al Oscar como mejor actriz principal.

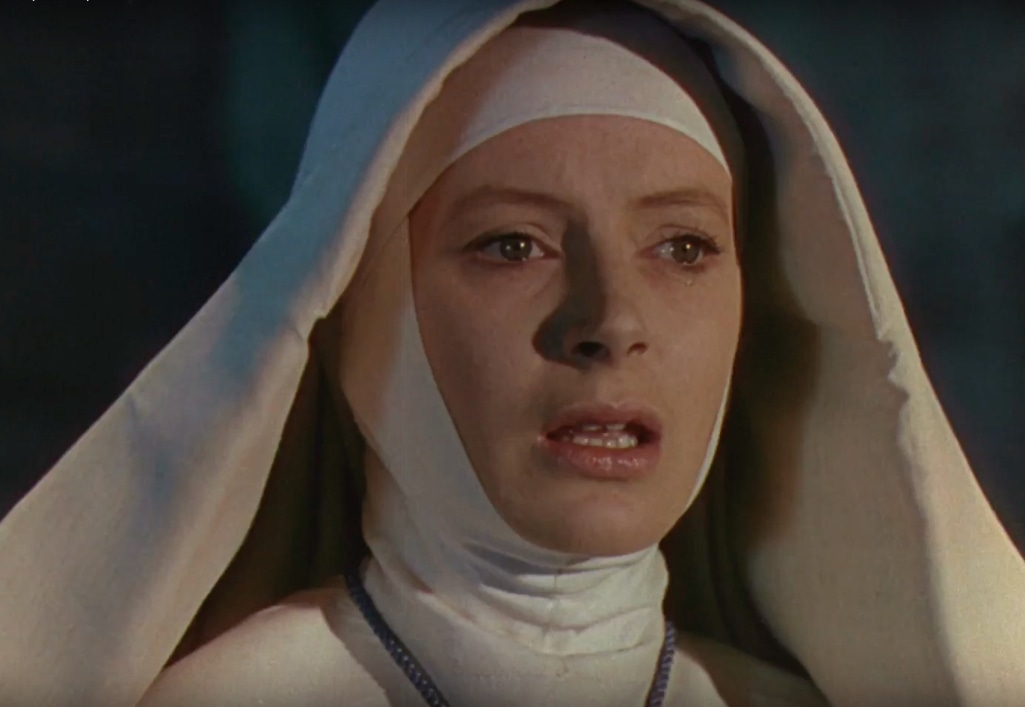
Deborah Kerr en Heaven Knows, Mr. Allison

A partir de entonces, la actriz empezó a demostrar su enorme talento para papeles dramáticos ricos en matices y con sugerentes implicaciones emocionales y/o psicológicas, aplicando la solidez adquirida en sus experiencias teatrales como base de un método que iba abriéndose paso en su manera de interpretar para el cine. Alternó toda clase de papeles en películas tan destacadas como Julio César (1953, Joseph L. Mankiewicz) compartiendo cartel con Marlon Brando, James Mason, Greer Garson o Louis Calhern; Vivir un gran amor (1954, Edward Dmytryk) al lado de Van Johnson en una historia sobre una novela autobiográfica de Graham Greene, versionada en 1999 por Neil Jordan con todavía mayor fortuna en El fin del romance; El rey y yo (1956, Walter Lang) con Yul Brynner y Rita Moreno, también numerosas veces llevada a la pantalla (la más reconocida, en 1946 con Rex Harrison y Linda Darnell, y la última en 1999 con Jodie Foster); Té y simpatía (1957, Vincente Minnelli) junto a Leif Ericson y John Kerr en una comedia de alta sociedad sacada de una exitosa obra de teatro; Sólo Dios lo sabe (1957, John Huston), en una de sus mejores interpretaciones al lado de Robert Mitchum; la inolvidable Tú y yo (Algo para recordar) (1957, Leo McCarey) en compañía de un Cary Grant inmenso, con el que formó una de las mejores parejas cinematográficas que se recuerdan; el exitoso drama de origen teatral Mesas separadas (1958, Delbert Mann) con Burt Lancaster, David Niven, Rita Hayworth y Wendy Hiller logrando un Oscar; Buenos días, tristeza (1958, Otto Preminger), sobre la famosísima novela de Françoise Sagan; y la excelente Días sin vida (1959, Henry King), donde la actriz realizó su última gran interpretación de los años 50 como esposa del escritor Francis Scott Fitzgerald (Gregory Peck).

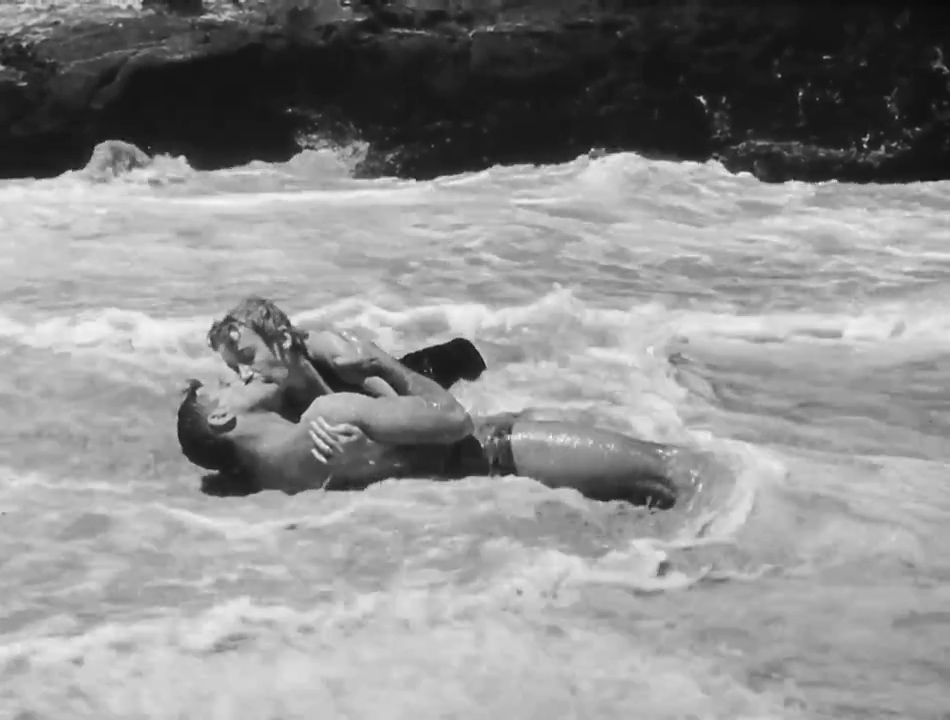
Con Burt Lancaster en el filme De aquí a la eternidad

Los más cinéfilos la vieron también en filmes de menor entidad pero donde la actriz salvaba sus papeles con elegancia, como Tempestad en Oriente (1951, Charles Vidor) con Charles Boyer y Alan Ladd; La esposa soñada (1953, Sidney Sheldon) al lado de Cary Grant y Walter Pidgeon; La reina virgen (1953, George Sidney), entre Charles Laughton, Jean Simmons y Stewart Granger; Los héroes también lloran (1956, George Seaton), en un reparto que completan William Holden y Thelma Ritter; o Rojo atardecer (1959, Anatole Litvak en medio de Anouk Aimée y Yul Brynner.
Los años 60 muestran que, pese a la calidad de sus interpretaciones y al éxito comercial de las películas en que interviene, los críticos y la academia de cine no parecen darse por enterados. Algunos de sus mejores trabajos aparecen en títulos de esta época tales como: Tres vidas errantes (1960, Fred Zinnemann), de nuevo con Robert Mitchum pero ahora en un soberbio drama de aventuras; Página en blanco (1960, Stanley Donen) en un duelo interpretativo con Cary Grant, Jean Simmons y Robert Mitchum; ¡Suspense! (1961, Jack Clayton) o la mejor versión de la célebre novela de Henry James Otra vuelta de tuerca, en el papel de madura institutriz en una mansión donde se esconde un oscuro secreto, junto al gran Michael Redgrave y Pamela Franklin; Sombras de sospecha (1961, Michael Anderson), acompañando a Gary Cooper en su última aparición en la pantalla; o La noche de la iguana (1964, John Huston), sobre la obra teatral de Tennessee Williams, con Richard Burton, Ava Gardner y Sue Lyon.
También destacan, en menor medida, obras como Mujer sin pasado (1964, Ronald Neame), con John Mills y su hija Hayley; El ojo del diablo (1966, J. Lee Thompson), la fallida superproducción paródica Casino Royale (1967, John Huston, Robert Parrish, Val Guest), Temerarios del aire (1969, John Frankenheimer), junto a Burt Lancaster y Gene Hackman; y El compromiso (1969, Elia Kazan) con Kirk Douglas, Faye Dunaway y Hume Cronyn, siendo este el año en que se retiró.
A lo largo de su carrera, fue candidata seis veces al Oscar, pero no lo ganó en ninguna ocasión. Por ello, la Academia de Cine le concedió en 1994 un Oscar en reconocimiento a toda su carrera.
A mediados de los años 80, reapareció en la TV británica, con dos notables papeles en el telefilme Reunión en Fairborough (su último trabajo junto a Robert Mitchum) y en la recordada miniserie "A Woman of Substance", basada en el best seller de 1979 escrito por Barbara Taylor Bradford que lleva el mismo nombre que narra la vida de Emma Harte.
Kerr estuvo casada por primera vez entre 1945 y 1959, y tuvo dos hijas de este matrimonio. Se volvió a casar en 1960 con el escritor y guionista de Hollywood Peter Viertel, autor del guion de La reina de África de John Huston; así como de la novela Cazador blanco, corazón negro, interpretada en el cine por Clint Eastwood. El matrimonio vivió durante su última etapa en Suiza, aunque desde los años 70 solían pasar largas estancias en Marbella.

### Muerte
Deborah Kerr murió a los 86 años el 16 de octubre de 2007 en Botesdale, una villa rural de Suffolk, Inglaterra por complicaciones de la enfermedad de Parkinson. Diecinueve días después, el 4 de noviembre su esposo Peter Viertel murió de cáncer, en Marbella, en España donde Deborah pasaba largas temporadas. Al momento de la muerte de Viertel, el director Michael Scheingraber estaba filmando el documental "Peter Viertel: Entre las líneas", donde se incluía el feminismo de Kerr y los premios de la Academia. Kerr está sepultada en Alfold Cemetery, Alfold, Surrey, Inglaterra.

## Filmografía
- Contraband (1940) de Michael Powell
- Love on the Dole (1941) de John Baxter
- Mayor Bárbara (1941) de Gabriel Pascal
- The Day Will Dawn (1942) de Harold French
- Hatter's Castle (1942) de Lance Comfort
- Penn of Pennsylvania (1942) de Lance Comfort
- Separación peligrosa (1945) de Alexander Korda
- The Life and Death of Colonel Blimp (1943) de Michael Powell y Emeric Pressburger
- I See a Dark Stranger (1946) de Frank Launder
- If Winter Comes (1947) de Victor Saville
- Mercaderes de ilusiones (1947) de Jack Conway
- Narciso negro (1947) de Michael Powell
- Edward, mi hijo (1949) de George Cukor
- Las minas del rey Salomón (1950) de Andrew Marton y Compton Bennett
- Please, Believe Me (1950) de Norman Taurog
- Quo Vadis? (1951) de Mervyn LeRoy
- Tempestad en Oriente (1952) de Charles Vidor
- El prisionero de Zenda (1952) de Richard Thorpe
- De aquí a la eternidad (1953) de Fred Zinnemann
- La mujer soñada (1953) de Sidney Sheldon
- Julio César (1953) de Joseph L. Mankiewicz
- La reina virgen (Young Bess, 1953) de George Sidney
- Té y simpatía (Tea and Sympathy, 1956) de Vincente Minnelli
- El rey y yo (The King and I, 1956) de Walter Lang
- Los héroes también lloran (1956) de George Seaton
- Vivir un gran amor (The End of the Affair (1955) de Edward Dmytryk
- An Affair to Remember, 1957) de Leo McCarey
- Sólo Dios lo sabe (1957) de John Huston
- Mesas separadas (1958) de Delbert Mann
- Buenos días, tristeza (1958) de Otto Preminger
- Días sin vida (1959) de Henry King
- Count Your Blessings (1959) de Jean Negulesco
- Rojo atardecer (1959) de Anatole Litvak
- Página en blanco (1960) de Stanley Donen
- Tres vidas errantes (1960) de Fred Zinnemann
- ¡Suspense! (1961) de Jack Clayton
- Sombras de sospecha (1961) de Michael Anderson
- La noche de la iguana (1964) de John Huston
- Mujer sin pasado (1964) de Ronald Neame
- Divorcio a la americana (1965) de Jack Donohue
- Eye of the Devil (1967) de J. Lee Thompson
- Casino Royale (1967) de John Huston, Val Guest, Robert Parrish,...
- ¡Prudencia!... Prudencia (1968)
- El compromiso (1969) de Elia Kazan
- Los temerarios del aire (1969) de John Frankenheimer
- Emma Harte (1984) (miniserie de TV) de Don Sharp
- The Assam Garden (1985)
- Reunion at Fairborough (1985)

## Premios
Premios Óscar
| Año  | Categoría        | Película               | Resultado |
| ---- | ---------------- | ---------------------- | --------- |
| 1950 | Mejor actriz     | Edward, mi hijo        | Nominada  |
| 1954 | Mejor Actriz     | De aquí a la eternidad | Nominada  |
| 1957 | Mejor Actriz     | El rey y yo            | Nominada  |
| 1958 | Mejor Actriz     | Sólo Dios lo sabe      | Nominada  |
| 1959 | Mejor Actriz     | Mesas separadas        | Nominada  |
| 1961 | Mejor Actriz     | Tres vidas errantes    | Nominada  |
| 1994 | Oscar Honorífico | Oscar Honorífico       | Ganadora  |

Premios BAFTA
| Año  | Categoría              | Película              | Resultado |
| ---- | ---------------------- | --------------------- | --------- |
| 1955 | Mejor Actriz Británica | The End of the Affair | Nominada  |
| 1957 | Mejor Actriz Británica | Tea and Sympathy      | Nominada  |
| 1961 | Mejor Actriz Británica | Tres vidas errantes   | Nominada  |
| 1964 | Mejor Actriz Británica | The Chalk Garden      | Nominada  |

Globos de Oro
| Año  | Categoría                        | Película                  | Resultado |
| ---- | -------------------------------- | ------------------------- | --------- |
| 1950 | Mejor Actriz                     | Edward, mi hijo           | Nominada  |
| 1957 | Mejor Actriz - Comedia o musical | El rey y yo               | Ganadora  |
| 1958 | Mejor Actriz - Drama             | Heaven Knows, Mr. Allison | Nominada  |
| 1964 | Mejor Actriz - Drama             | Mesas separadas           | Nominada  |